# روبرتو ميغيل
روبرتو ميغيل (بالإنجليزية: Roberto Miguel)‏ هو مغن مؤلف أمريكي، ولد في 26 يناير 1981.

## وصلات خارجية
- الموقع الرسمي